# Ильбеков, Николай Филиппович
Мигулай Ильбек (Ильбеков Николай Филиппович) (19 мая 1915, Трёхизб-Шемурша, Симбирская губерния — 12 апреля 1981, Чебоксары) — чувашский  советский прозаик, переводчик, журналист, фронтовой корреспондент, редактор, педагог. Народный писатель Чувашской АССР (1970), участник Великой Отечественной войны.

## Биография
Первоначальное образование получил в Шемуршинской школе-восьмилетке, затем окончил Батыревское педагогическое училище, Чувашский государственный педагогический институт им. И. Я. Яковлева.
Трудовую деятельность начал учителем в школе.
Работал старшим редактором Комитета радиофикации и радиовещания при Совнаркоме Чувашской АССР, старшим редактором Чувашского книжного издательства, ответственным секретарем правления Союза писателей Чувашии. Писал рассказы, повести, романы, статьи о творчестве чувашских писателей, переводил произведения классиков русской и зарубежной литературы на чувашский язык.
Осенью 1937 года был призван в ряды Советской Армии. Принимал участие в походах по освобождению Западной Украины и Западной Белоруссии.
В годы Великой Отечественной войны прошел путь от рядового солдата до редактора дивизионной газеты «На разгром врага». Демобилизовался из армии в звании майора.
Умер 12 апреля 1981 года в Чебоксарах. Похоронен на мемориальном кладбище города Чебоксары.

## Творчество
Начало творческой деятельности М. Ильбека относится ко времени учебы в пединституте.
В послевоенное время М. Ильбек показал себя мастером-рассказчиком, прекрасным очеркистом, маститым романистом, талантливым переводчиком, видным исследователем творчества чувашских писателей. За время творческой деятельности Ильбеком изданы более двадцати книг. Самое весомое произведение — роман «Черный хлеб», посвященный дореволюционной жизни чувашского народа. В нем описаны революционные события 1905—1907 гг., на фоне которых показаны классовые противоречия в деревне и рост самосознания двух народов — чувашей и татар. Писатель с большим значением крестьянской жизни рисует в нем быт, нравы, обычаи чувашского народа.

Художественному сознанию Ильбека свойственно глубокое социально-философское осмысление жизни, тонкое проникновение в сложные психологические движения души. <…> Этот присущий Ильбеку художественный «почерк» особенно ярко проявляется в романе «Хура çăкăр» («Черный хлеб»), по праву считающемся вершиной его творчества— Тимуков А. Н. Ильбек — с. 187

## Память

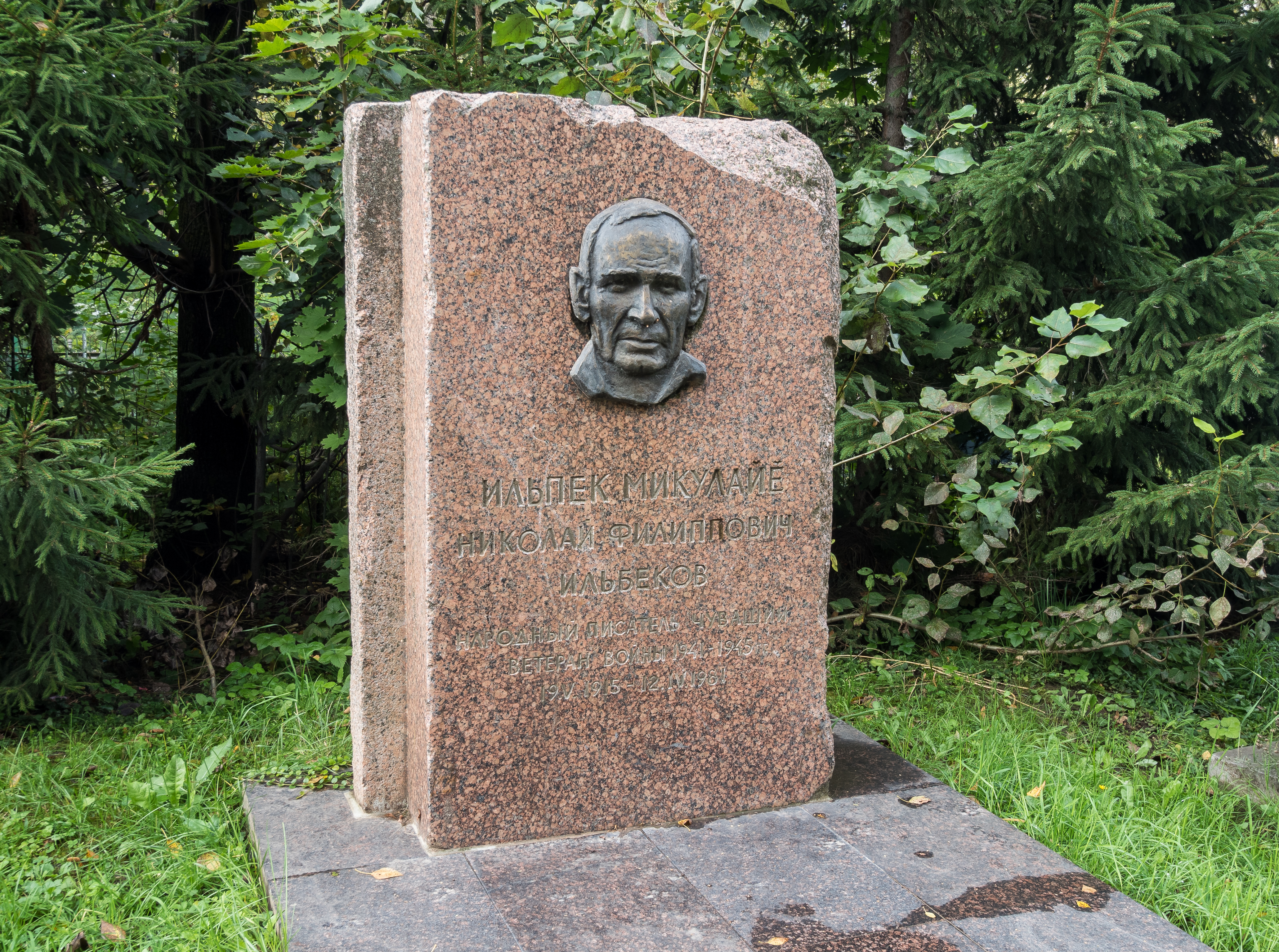
Могила Н. Ф. Ильбекова в Чебоксарах

Именем Николая Ильбекова названа улица в центре Чебоксар.

## Награды и премии
- орден Отечественной войны II степени (21.05.1944)
- орден Трудового Красного Знамени (19.05.1975)
- орден Красной Звезды (21.10.1943)
- медали
- Народный писатель Чувашской АССР

## Сочинения
1. Ильбек Н. Ф. Черный хлеб: Роман.- Чебоксары: Чуваш. кн.изд — во, 2004. — 480 с.
2. Ильбек Н. Ф. Военные рассказы: рассказы, очерки, повести.— Чебоксары: Чуваш. кн. изд — во, 1985. — 296 с.
3. Ильбек Н. Ф. Тимĕр.— Чебоксары: Чуваш. кн. изд-во, 1971. — 183 с.
4. Ильбек Н. Ф. Собрание сочинений. В 2-х тт. — Чебоксары: Чуваш. кн.изд-во, 1996.
5. Ильбек Н. Ф. Mы — советские солдаты. Рассказы. — Чебоксары: Чувашгиз, 1952.
6. Ильбек Н. Ф. Четыре дня. Рассказы.— Чебоксары: Чувашгиз, 1955.

### Литературно-критические статьи
1. Дедушкин Н., Ильбеков Н. Çĕрте те çĕрместпĕр. Тăван литература утăмĕсем, Критикăлла статьясем.- Шупашкар, Чăваш кĕнеке издательстви.1974. — С.164 — 171.
2. Ильбеков Н. Тĕрлĕ ĕç. Литература вучахĕ, Статьясем. — Шупашкар, Чăваш кĕнеке издательстви.1986.— С.31 — 46.[1]

## Воспоминания
1. Ильбекова Вера. Я всю жизнь жила жизнью Ильбека... // Журнал "Лик Чувашии", 1996. № 5-6. - С. 52-84

## Семья
Его снохой была чувашская художница Александра Ильбекова.